# Susi Stach
Susi Stach, née en 1961 à Vienne, est une actrice autrichienne, aussi pédagogue de théâtre.

## Filmographie partielle
- 2006 : Trois jours à vivre d'Andreas Prochaska
- 2010 : Poll de Chris Kraus : Gudrun Koskull
- 2011 : Anfang 80 de Gerhard Ertl (de) et Sabine Hiebler (de) : Waltraud